# 克柳奇
克柳奇是波斯尼亚和黑塞哥维那实体之一波黑联邦烏納-薩納州的市镇。市镇面积为358平方公里，2013年人口数量为18,714人。克柳奇為「鑰匙」的意思，亦反映於其紋章之上。
罗马时代之前，该地就有人类定居。1322年，该地首次有文献提及。